# Al-Hasa
Al-Ahsa, Al-Hasa, hay Hadjar (tiếng Ả Rập: الأحساء al-Aḥsāʾ, theo âm địa phương là al-Ahasā) là một vùng ốc đảo truyền thống nằm tại miền đông của Ả Rập Xê Út. Tên gọi của ốc đảo này được dùng để đặt cho tỉnh Al-Ahsa thuộc vùng Đông của quốc gia này. Ốc đảo nằm cách bờ biển vịnh Ba Tư khoảng 60 km.
Al-Ahsa nằm trong khu vực nổi tiếng trong lịch sử về nghề may có kỹ năng cao, đặc biệt là "Bisht", miền địa lý Al-Bahrain tại miền đông bán đảo Ả Rập, bao gồm bờ biển phía đông của bán đảo Ả Rập xuống đến biên giới với UAE, Oman, và còn bao gồm Awal (nay là Bahrain). Về mặt lịch sử, Al-Ahsa là thành phố chính của tỉnh Al-Bahrain, chiếm hầu hết dân số và tạo ra hầu hết sản lượng nông nghiệp của tỉnh.

## Lịch sử
Al-Ahsa có người cư trú từ thời tiền sử, do có nguồn nước phong phú giữa một vùng khô hạn. Các dòng chảy nước ngọt tự nhiên ở trên bề mặt các ốc đảo trong khu vực từ hàng thiên niên kỷ, khuyến khích các nỗ lực cư trú và nông nghiệp của con người (đặc biệt là trồng chà là) từ thời tiền sử.
Lịch sử sơ khởi của ốc đảo tương tự như của Đông Ả Rập. Vào năm 899, khu vực nằm dưới quyền kiểm soát của thủ lĩnh nhóm tôn giáo Qarmat là Abu Tahir Al-Jannabi, và được tuyên bố độc lập khỏi Đế quốc Abbas tại Baghdad. Thủ đô của thể chế này nằm tại al-Mu'miniya, gần Hofuf ngày nay. Đến khoảng năm 1000, Al-Hasa trở thành thành phố lớn thứ chín thế giới với khoảng 100.000 cư dân. Năm 1077, nhà nước Qarmat tại Al-Ahsa bị lật đổ bởi Vương triều Uyuni. Al-Ahsa sau đó chuyển sang nằm dưới quyền cai trị của Vương triều Usfur tại Bahran, tiếp đến là Vương triều Jabri có họ hàng, Jabri trở thành một trong các thế lực đáng gờm nhất trong khu vực, tái chiếm quần đảo Bahrain từ các thân vương Hormuz.
Năm 1521, Đế quốc Bồ Đào Nha chinh phục quần đảo Awal (Bahrain ngày nay) từ quân chủ Jabri Migrin ibn Zamil. Vương triều Jabri đấu tranh nhằm duy trì vị thế của họ tại đại lục trước Đế quốc Ottoman và các bộ lạc đồng minh của họ mang tên Al-Muntafiq. Năm 1550, Al-Ahsa và Qatif lân cận nằm dưới chủ quyền của Ottoman dưới quyền Sultan Suleiman I. Al-Ahsa trên danh nghĩa là tỉnh Lahsa trong hệ thống hành chính Ottoman, và thường là một chư hầu. Qatif sau đó bị mất về tay người Bồ Đào Nha.
Người Ottoman bị trục xuất khỏi Al-Ahsa vào năm 1670, và khu vực nằm dưới quyền cai trị của các tù trưởng bộ lạc Banu Khalid.
Al-Ahsa cùng với Qatif được hợp nhất vào Nhà nước Saud thứ nhất theo giáo phái Wahhabi vào năm 1795, song quay lại nằm dưới quyền kiểm soát của Ottoman vào năm 1818 sau một cuộc xâm chiếm theo lệnh của Muhammad Ali của Ai Cập. Bộ lạc Banu Khalid lại trở thành người cai trị khu vực vào năm 1830 khi Nhà nước Saud thứ hai tái chiếm khu vực.
Quyền cai trị trực tiếp của Ottoman được khôi phục vào năm 1871, và Al-Ahsa ban đầu thuộc tỉnh Baghdad và từ năm 1875 thuộc tỉnh Basra lệ thuộc Baghdad. Năm 1913, nhà lập quốc của Ả Rập Xê Út là Ibn Saud sáp nhập Al-Ahsa và Qatif vào lãnh địa Najd của ông.
Ngày 2 tháng 12 năm 1922, Cao uỷ Anh tại Iraq là Percy Zachariah Cox chính thức báo với Emir Sheikh Ahmad Al-Sabah của Kuwait rằng biên giới của Kuwait đã được sửa đổi. Trước đó cùng năm, đại diện của Anh tại Kuwait là John More họp với Ibn Saud để xác định vấn đề biên giới giữa Kuwait và Najd. Kết quả của cuộc họp là Nghị định thư Uqair 1922, theo đó Anh công nhận chủ quyền của Ibn Saud đối với các lãnh thổ mà emir của Kuwait yêu sách.

## Kinh tế
Về mặt lịch sử, Al-Hasa là một trong số ít nơi tại bán đảo Ả Rập trồng và xuất khẩu gạo.
Năm 1938, tài nguyên dầu khí được phát hiện gần Dammam, kết quả là hiện đại hoá nhanh chóng khu vực. Đến đầu thập niên 1960, mức sản lượng đạt 1 triệu thùng (160.000 m3) mỗi ngày. Hiện nay, Al-Hasa có mỏ dầu thông thường lớn nhất trên thế là là mỏ Ghawar.
Al-Hasa nổi tiếng nhờ cây cọ và quả chà là. Al-Hasa có trên 30 triệu cây cọ, và sản lượng trên 100 nghìn tấn quả chà là mỗi năm.

## Du lịch
Số lượng dòng chảy và nguồn nước ngọt tại ốc đảo Al-Hasa dao động từ 60 đến 70, như tại Ummsaba'ah, Al-Harrah và Al-Khadod.
Ốc đảo Al-Hasa có nhiều di chỉ khảo cổ học, thể hiện tầm quan trọng của khu vực.

## Khí hậu
| Dữ liệu khí hậu của Al Ahsa (1985–2010) | Dữ liệu khí hậu của Al Ahsa (1985–2010) | Dữ liệu khí hậu của Al Ahsa (1985–2010) | Dữ liệu khí hậu của Al Ahsa (1985–2010) | Dữ liệu khí hậu của Al Ahsa (1985–2010) | Dữ liệu khí hậu của Al Ahsa (1985–2010) | Dữ liệu khí hậu của Al Ahsa (1985–2010) | Dữ liệu khí hậu của Al Ahsa (1985–2010) | Dữ liệu khí hậu của Al Ahsa (1985–2010) | Dữ liệu khí hậu của Al Ahsa (1985–2010) | Dữ liệu khí hậu của Al Ahsa (1985–2010) | Dữ liệu khí hậu của Al Ahsa (1985–2010) | Dữ liệu khí hậu của Al Ahsa (1985–2010) | Dữ liệu khí hậu của Al Ahsa (1985–2010) |
| Tháng                                   | 1                                       | 2                                       | 3                                       | 4                                       | 5                                       | 6                                       | 7                                       | 8                                       | 9                                       | 10                                      | 11                                      | 12                                      | Năm                                     |
| --------------------------------------- | --------------------------------------- | --------------------------------------- | --------------------------------------- | --------------------------------------- | --------------------------------------- | --------------------------------------- | --------------------------------------- | --------------------------------------- | --------------------------------------- | --------------------------------------- | --------------------------------------- | --------------------------------------- | --------------------------------------- |
| Cao kỉ lục °C (°F)                      | 32.7 (90.9)                             | 37.8 (100.0)                            | 41.2 (106.2)                            | 45.0 (113.0)                            | 49.0 (120.2)                            | 50.6 (123.1)                            | 50.8 (123.4)                            | 49.7 (121.5)                            | 48.0 (118.4)                            | 45.6 (114.1)                            | 45.8 (114.4)                            | 32.5 (90.5)                             | 50.8 (123.4)                            |
| Trung bình ngày tối đa °C (°F)          | 21.2 (70.2)                             | 24.2 (75.6)                             | 28.9 (84.0)                             | 35.1 (95.2)                             | 41.5 (106.7)                            | 44.4 (111.9)                            | 45.7 (114.3)                            | 45.4 (113.7)                            | 42.3 (108.1)                            | 37.6 (99.7)                             | 29.9 (85.8)                             | 23.4 (74.1)                             | 35.0 (95.0)                             |
| Trung bình ngày °C (°F)                 | 14.7 (58.5)                             | 17.2 (63.0)                             | 21.5 (70.7)                             | 27.2 (81.0)                             | 33.3 (91.9)                             | 36.3 (97.3)                             | 37.8 (100.0)                            | 37.2 (99.0)                             | 33.8 (92.8)                             | 29.2 (84.6)                             | 22.4 (72.3)                             | 16.6 (61.9)                             | 27.3 (81.1)                             |
| Tối thiểu trung bình ngày °C (°F)       | 8.5 (47.3)                              | 10.6 (51.1)                             | 14.3 (57.7)                             | 19.6 (67.3)                             | 24.9 (76.8)                             | 27.6 (81.7)                             | 29.4 (84.9)                             | 28.9 (84.0)                             | 25.3 (77.5)                             | 21.1 (70.0)                             | 15.6 (60.1)                             | 10.5 (50.9)                             | 19.7 (67.5)                             |
| Thấp kỉ lục °C (°F)                     | −2.3 (27.9)                             | 1.0 (33.8)                              | 0.7 (33.3)                              | 7.3 (45.1)                              | 17.0 (62.6)                             | 18.3 (64.9)                             | 19.8 (67.6)                             | 19.7 (67.5)                             | 17.3 (63.1)                             | 13.0 (55.4)                             | 5.8 (42.4)                              | 0.8 (33.4)                              | −2.3 (27.9)                             |
| Lượng mưa trung bình mm (inches)        | 15.0 (0.59)                             | 11.6 (0.46)                             | 16.2 (0.64)                             | 10.7 (0.42)                             | 2.1 (0.08)                              | 0.0 (0.0)                               | 0.0 (0.0)                               | 0.9 (0.04)                              | 0.0 (0.0)                               | 0.6 (0.02)                              | 5.1 (0.20)                              | 21.1 (0.83)                             | 83.3 (3.28)                             |
| Số ngày giáng thủy trung bình           | 8.7                                     | 5.8                                     | 9.1                                     | 7.3                                     | 2.0                                     | 0.0                                     | 0.1                                     | 0.2                                     | 0.0                                     | 0.3                                     | 3.1                                     | 7.2                                     | 43.8                                    |
| Độ ẩm tương đối trung bình (%)          | 55                                      | 49                                      | 44                                      | 38                                      | 27                                      | 22                                      | 23                                      | 30                                      | 33                                      | 39                                      | 47                                      | 56                                      | 39                                      |
| Nguồn: Trung tâm Khí hậu Khu vực Jeddah |                                         |                                         |                                         |                                         |                                         |                                         |                                         |                                         |                                         |                                         |                                         |                                         |                                         |